# Xysticus californicus
Xysticus californicus es una especie de araña cangrejo del género Xysticus, familia Thomisidae. Fue descrita científicamente por Keyserling en 1880.

## Distribución geográfica
Habita en México y los Estados Unidos.